# Будешть (Нямц)
Будешть, Будешті (рум. Budești) — село у повіті Нямц в Румунії. Входить до складу комуни Феурей.
Село розташоване на відстані 282 км на північ від Бухареста, 25 км на схід від П'ятра-Нямца, 70 км на захід від Ясс.

## Населення
За даними перепису населення 2002 року у селі проживали 1120 осіб, з них 1119 осіб (99,9%) румунів. Рідною мовою 1119 осіб (99,9%) назвали румунську.